# UP Aerospace
UP Aerospace, Inc. ist ein US-amerikanisches Raumfahrtunternehmen mit Sitz in Denver, Colorado.
Das Unternehmen baut und startet Höhenforschungsraketen und transportiert Nutzlasten für verhältnismäßig niedrige Kosten suborbital in den Weltraum. Kunden sind das Militär, Schulen, Universitäten oder das Beerdigungsunternehmen Celestis. Präsident des Unternehmens ist Jerry Larson, der Geschäftsführer ist Eric Knight. Das Unternehmen hat einen jährlichen Umsatz von vier Millionen US-Dollar.
Bisher stellt das Unternehmen zwei Raketentypen her: SpaceLoft und SpaceLoft XL. Diese werden auf dem neu errichteten Weltraumbahnhof Spaceport America in New Mexico gestartet. 
Der erste Start erfolgte am 25. September 2006, war aber ein Fehlschlag. Als Nutzlast war ein wissenschaftliches Experiment der University of Colorado Boulder und eine private Nutzlast an Bord. Der erste erfolgreiche Flug fand am 28. April 2007 statt, bei dem unter anderem die Asche des Schauspielers James Doohan an Bord war. Doohan wurde durch seine Rolle als „Scotty“ in der US-Fernsehserie „Star Trek“ bekannt. Beim Start von SL-7 wurde laut Eigenangaben mit 119 km ein Höhenrekord für den Spaceport America aufgestellt.